# 南昌南站
南昌南站（原横岗站）在江西省南昌县，距离北京西站1471公里，离常平站844公里，隶属南昌局集团管辖，现为四等站。
2023年8月17日，杭昌高速铁路昌黄段完成封锁施工，横岗站更名为南昌南站，原南昌南站更名为青云谱站。同年12月27日，本站正式啟用並辦理高鐵列車客運業務。

## 历史
1970年，为停靠中央领导专列而特别破土兴建。最初的横岗站，3根股道，1个长450米的站台，还有一条专用通道到横岗花圃接待室（现为横岗警察学校校长室），站长室安装一部电话直通中央，作为突发情况的临时指挥部。
横岗站建设于1980年，2003年为四等站，客、货车站。
2018年7月20日，从横岗站出岔、连接沪昆客运专线和京九铁路的横岗联络线开通，使得沪昆高铁的部分列车可直通运行至南昌站。
根据南昌铁路枢纽的新规划，本站将成为南昌市的辅助客运站之一并计划更名为南昌南站。为此，车站将新建总建筑面积7998.2平方米的旅客站房，站房设计取材“江南粮仓”意向；站场布局增加至3台8线。2022年9月8日成功安装跨线天桥。天桥总长55.4米，宽9.4米，未来将作为旅客进、出站通道。
2023年12月27日，配合昌景黃高鐵正式通車，南昌南站同步开通客运业务。

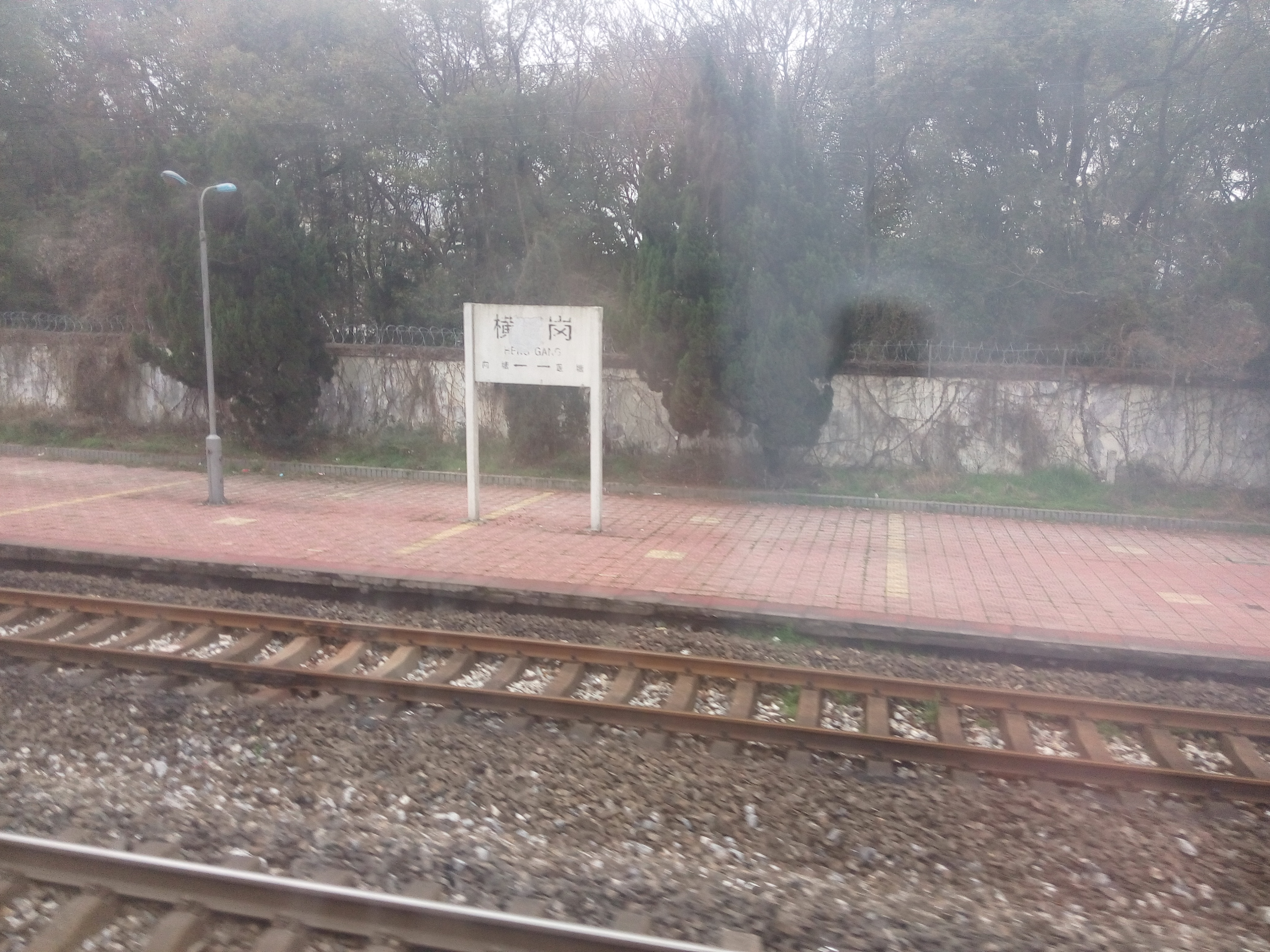
横岗站站牌（2015年）
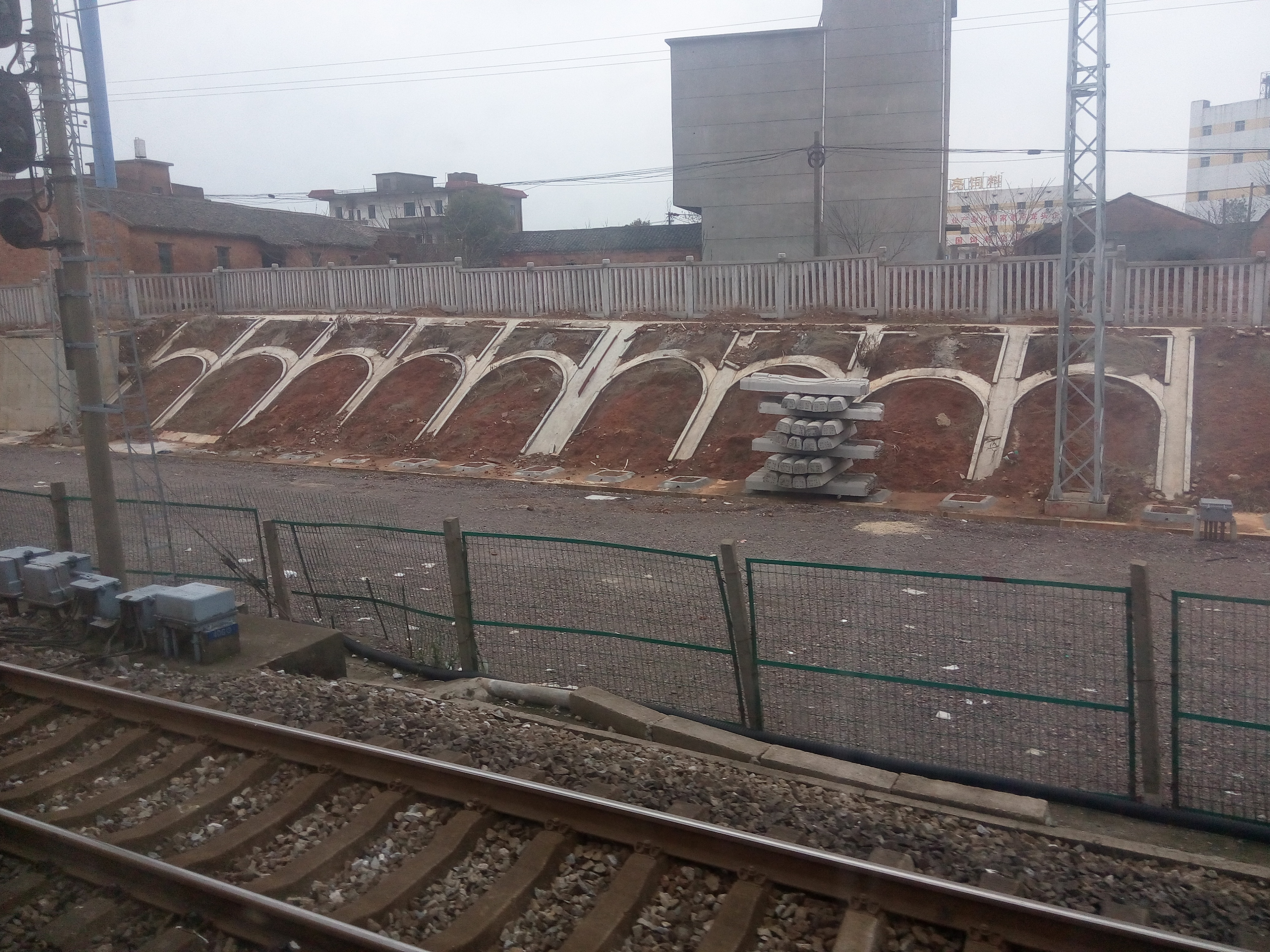
进贤南到横岗的联络线横岗方向，靠近横岗南侧处（2015年）
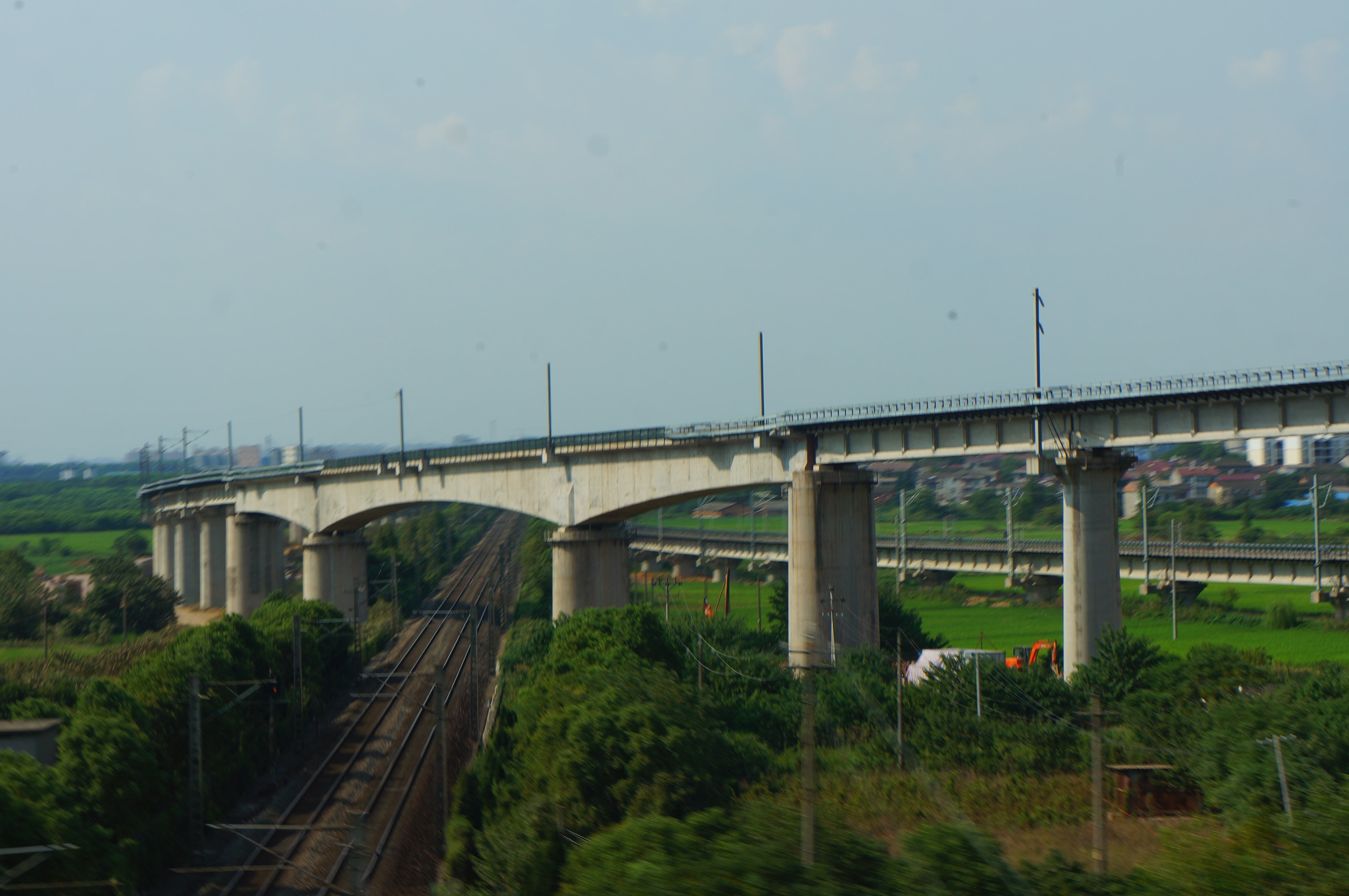
建设中的沪昆高铁横岗联络线（2016年）
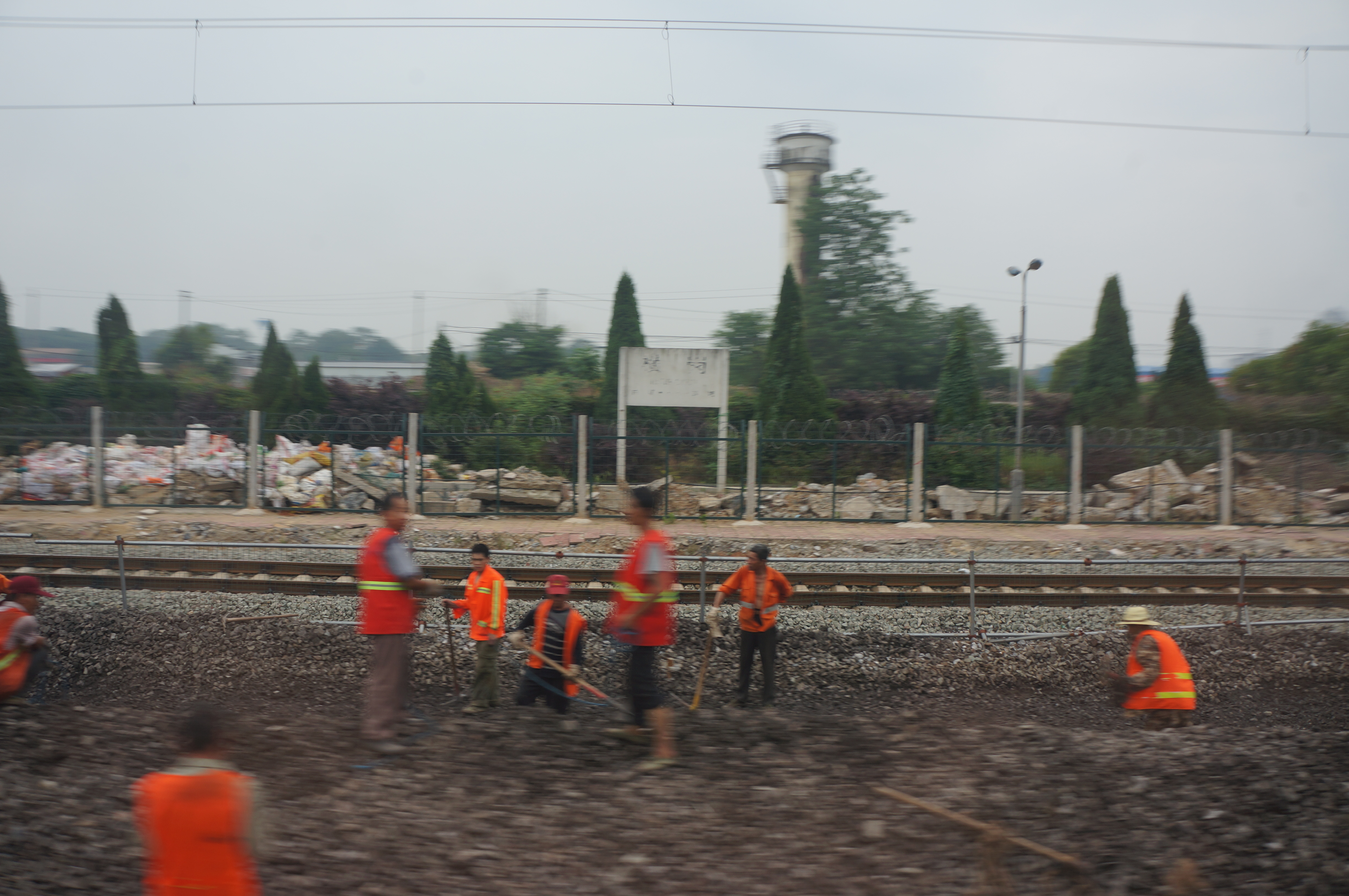
站内施工中（2017年）
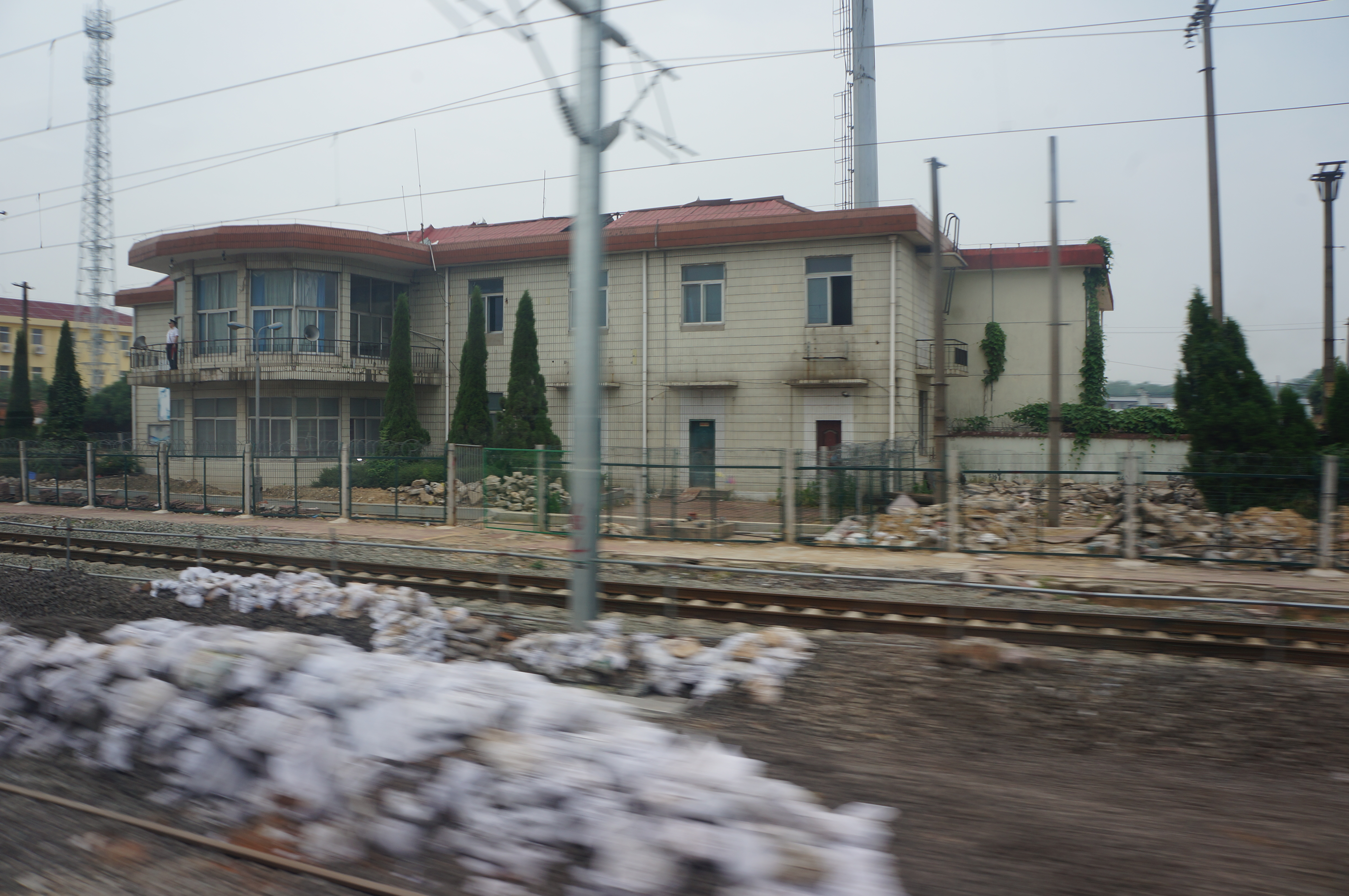
横岗站站房（2017年）

## 车站结构

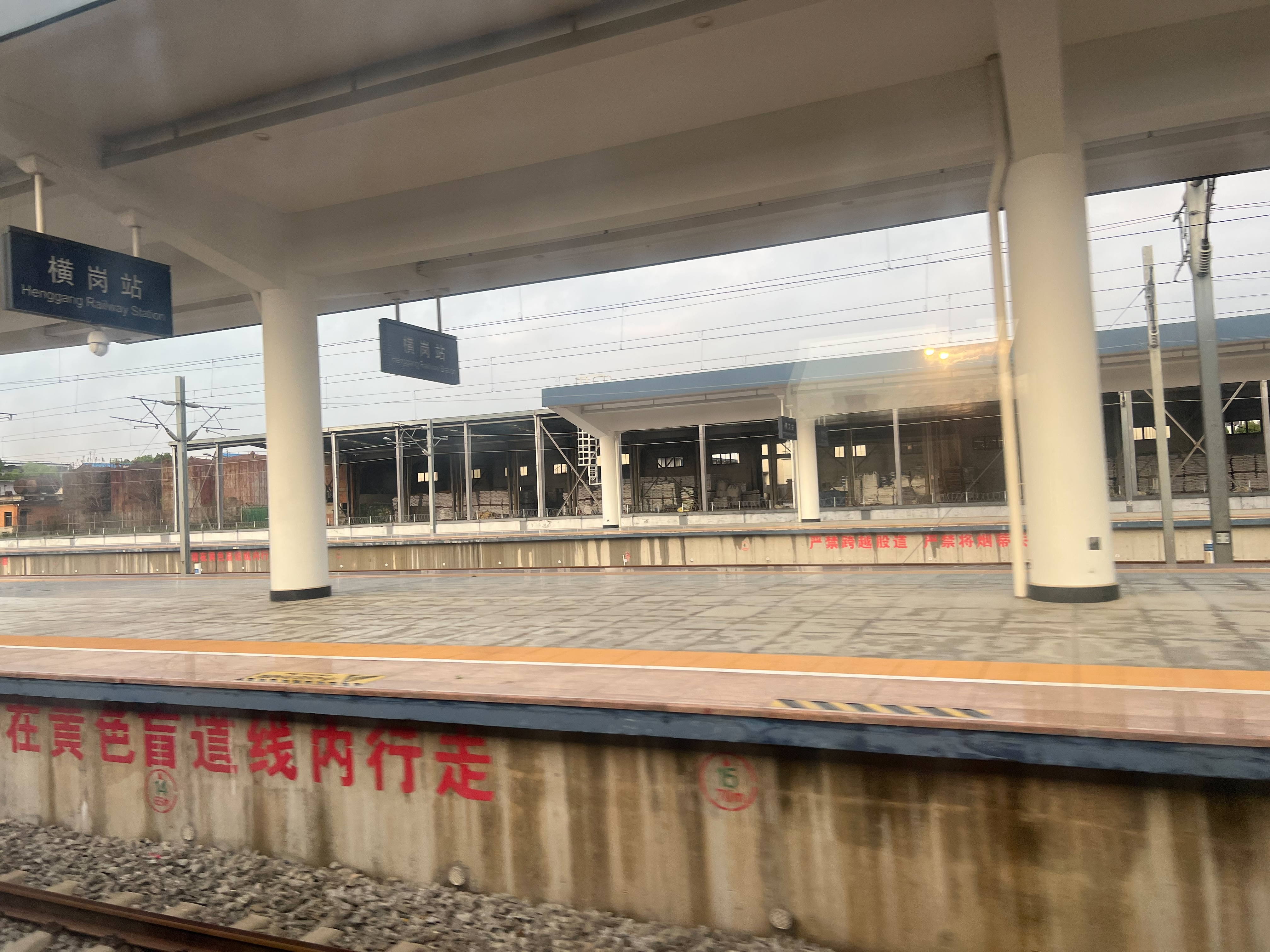
车站站台

| 东↑ | 车站货场 |                                                              |  |
| 8道 | 5        | 到发线                                                       |  |
|     | 岛式     |                                                              |  |
| Ⅶ道 | 4        | （南昌东站）到发线（沪昆高速线南店线路所/向塘站）            |  |
| Ⅵ道 |          | （莲塘站）京九铁路下行正线（京港高速线何家线路所）           |  |
| Ⅴ道 |          | （莲塘站）京九铁路上行正线（京港高速线何家线路所）           |  |
| Ⅳ道 | 3        | （莲塘站）到发线（沪昆高速线南店线路所/向塘站）              |  |
|     | 岛式     |                                                              |  |
| 3道 | 2        | 到发线                                                       |  |
| Ⅱ道 |          | （南昌东站）横岗联络线/南唐联络线（向塘站/昌福线唐村线路所） |  |
| 1道 | 1        | 到发线                                                       |  |
|     | 侧式     |                                                              |  |
| 西↓ | 车站站房 |                                                              |  |